# Hypericum gnidiifolium
Espèce
Synonymes
- Hypericum roeperanum subsp. gnidiifolium (A.Rich.) Moggi & Pisacchi[2]
- Hypericum roeperianum subsp. gnidiifolium (A.Rich.) Moggi & Pisacchi[3]

Statut de conservation UICN

 CR D : 
En danger critique
Hypericum gnidiifolium est une espèce de plantes à fleurs du genre Hypericum de la famille des Hypericaceae endémique d'Éthiopie.